# 翁卷
翁卷（？—？），字续古，一字灵舒，乐清（今属浙江）人，南宋時期詩人。
理宗淳祐年間，领乡荐。曾赴省试，未中。一生布衣。工於诗，與徐照、徐玑、赵师秀合稱“永嘉四灵”。中年以后迁居永嘉县城。享年六十歲以上。著有《四岩集》、《苇碧轩集》。